# شو تاناكا
شو تاناكا (باليابانية: 田中 憧) (21 نوفمبر 1994 في طوكيو في اليابان – )؛ هو لاعب كرة قدم سابق كان يلعب كمدافع.

## وصلات خارجية
- شو تاناكا على موقع رابطة كرة القدم اليابانية للمحترفين (اليابانية)
- شو تاناكا على موقع Soccerway.com (الإنجليزية)
- شو تاناكا على موقع عالم كرة القدم.نت (الإنجليزية)